# Dyrines striatipes
Dyrines striatipes är en spindelart som först beskrevs av Simon 1898.  Dyrines striatipes ingår i släktet Dyrines och familjen Trechaleidae.
Artens utbredningsområde är Venezuela. Inga underarter finns listade i Catalogue of Life.